# Allison Wassmer
Allison Fernanda Wassmer Salgado (Managua, 20 de abril de 1995) es una empresaria, visionaria, modelo y reina de belleza nicaragüense, ganadora del concurso Miss Nicaragua 2021

## Biografía
Wassmer nació en Managua, el 16 de abril de 1995. Tiene ascendencia alemana por parte de su papá. Su abuelo vino a Nicaragua a causa de la Segunda Guerra Mundial. Comenzó a trabajar a la temprana edad de 16 años, es dueña de un negocio y tiene una licenciatura en diseño gráfico de la Universidad Centroamericana de Managua. Es experta en Adobe Premiere Pro, Adobe Illustrator y Adobe Photoshop. En 2015 se incorporó a Joyas Esther en Managua como Responsable de Comunidad de Internet.

## Concursos de belleza

### Miss Nicaragua 2021
El 14 de agosto de 2021, Wassmer inició su ascenso a la fama representando a la ciudad y municipio de Managua en Miss Nicaragua 2021 en el Holiday Inn Convention Center, donde ganó el título de Miss Universo Nicaragua 2021. Al finalizar el evento, sucedió a la saliente Ana Marcelo, Miss Nicaragua 2020 de Estelí.

### Miss Universo 2021
Como Miss Nicaragua, Wassmer representó a Nicaragua en el certamen de Miss Universo 2021 que se llevó a cabo en Eilat, Israel el 12 de diciembre de 2021. 
Allison logró posicionarse en el Top 5, ganando el tercer lugar en la competencia de Trajes Nacionales, portando un diseño de Carlos Nicaragua, titulado: "Cerámica Precolombina, Orgullo de nuestra identidad nacional.